# Thiaguinho
Thiago André Barbosa (Presidente Prudente, 11 de março de 1983), mais conhecido pelo seu nome artístico Thiaguinho, é um cantor, compositor, apresentador e empresário brasileiro.
Tornou-se conhecido após participar do talent show Fama, em 2002, e ganhou notoriedade na música por ter sido integrante do grupo de samba e pagode Exaltasamba, no qual permaneceu de 2003 a 2012. Em 2012 lançou seu primeiro álbum e DVD solo, Ousadia & Alegria, que recebeu uma indicação ao Grammy Latino na categoria Melhor Álbum de Samba/Pagode e certificado de platina pelas 80 mil cópias vendidas. Em 2014 foi lançado o álbum Outro Dia, Outra História, que lhe rendeu certificado de disco de ouro pelas 40 mil cópias vendidas. Hey, Mundo!, seu terceiro álbum, foi lançado em 2015 e recebeu certificação de disco de dupla platina pelas 160 mil cópias vendidas. Seu segundo DVD #VamoQVamo foi lançado em 2016. Em janeiro de 2017 lançou o álbum Tardezinha. Seu álbum Só Vem foi lançado em 2017 e recebeu certificado de ouro pelas 40 mil cópias vendidas. Em junho de 2018 lançou o álbum Tardezinha 2. Em setembro de 2019 lançou Vibe, seu terceiro DVD da carreira.

## Biografia

### Carreira
Cantor, compositor, instrumentista e apresentador. Aprendeu a tocar violão com a mestre Isabella Ribeiro e começou a compor aos doze anos de idade. Aos catorze anos, aprendeu a tocar cavaquinho. Aos quinze anos de idade fundou seu primeiro grupo de samba, Sabe Demais, produzindo mais tarde o primeiro CD do grupo. Em 2002 participou do programa Fama, da TV Globo. A partir de 2003 integrou o grupo Exaltasamba, ocupando o lugar do cantor Chrigor. Com o grupo gravou dez CDs e cinco DVDs. Em 2009 participou da gravação do CD/DVD “O Baile do Simonal”, realizada no Vivo Rio, no Rio de Janeiro, na qual interpretou a faixa “Na galha do cajueiro” ao lado de Péricles, seu parceiro de grupo. Em 2010 a música "Valeu", de sua autoria em parceria com Rodriguinho, conquistou o Prêmio de Música Digital na categoria "Música Mais Vendida". A partir de 2012 seguiu carreira solo, realizando uma temporada de shows no Credicard Hall, em São Paulo, para a gravação ao vivo do CD/DVD Ousadia e Alegria, que contou com a participação de artistas como: Gilberto Gil e Ivete Sangalo, além do futebolista Neymar. Atualmente Thiaguinho tem um programa chamado "Band Brasil", na Band FM. Em 2014 começou a apresentar o Música Boa Ao Vivo no canal Multishow, mas deixou o programa no ano seguinte.
Em 2015, junto com Péricles e Chrigor Lisboa, que foram vocalistas do Exaltasamba, eles se apresentaram juntos em uma turnê de shows chamada "A Gente Faz a Festa", mas cada um continuou sua carreira solo. Nessa turnê também participou o ex-integrante Izaías.

### Empresário
Thiaguinho criou em 2009 a empresa Paz & Bem, uma editora, gravadora e administradora musical,  após investimento de R$ 52 milhões. A empresa possui 210 funcionários, que não tiveram nenhum contrato suspenso durante a pandemia. A empresa faturou R$ 2 bilhões em 2020, de acordo com a Forbes.

### Vida pessoal
Em 2011, durante sua participação no programa da apresentadora Xuxa, Thiaguinho assumiu namoro com a atriz Fernanda Souza. Em fevereiro de 2015, se casaram em uma cerimônia realizada na Paróquia Nossa Senhora do Brasil, no Jardins, diante de 450 convidados. Em 14 de outubro de 2019, após oito anos juntos, o casal anunciou o divórcio. Atualmente, namora a influenciadora digital e empresária Carolina Peixinho, que participou da décima nona edição do Big Brother Brasil.

## Filmografia

### Televisão
| Ano  | Título                   | Papel                  | Notas                           | Emissora     |
| ---- | ------------------------ | ---------------------- | ------------------------------- | ------------ |
| 2002 | Fama                     | Ele mesmo              | Participante                    | TV Globo     |
| 2011 | Malhação                 | Ele mesmo              | Episódio: "18 de novembro"      | TV Globo     |
| 2012 | Cheias de Charme         | Ele mesmo              | Episódio: "24 de setembro"      | TV Globo     |
| 2013 | Malhação Casa Cheia      | Ele mesmo              | Episódio: "26 de agosto"        | TV Globo     |
| 2014 | Sai do Chão              | Apresentador           | Episódio: "5 de janeiro"        | TV Globo     |
| 2014 | Geração Brasil           | Ele mesmo/Apresentador | Participação especial           | TV Globo     |
| 2014 | Música Boa Ao Vivo       | Ele mesmo              | Apresentador                    | Multishow    |
| 2014 | Vai que Cola             | Ele mesmo              | Episódio: "Inferno Astral"      | Multishow    |
| 2014 | Gaby Estrella            | Ele mesmo              | Episódio: "#CasamentoShow"      | Gloob        |
| 2014 | Neymar (animação)        | Neymar                 | Dublagem                        | Nickelodeon  |
| 2015 | Superstar                | Ele mesmo              | Jurado                          | TV Globo     |
| 2017 | TJ Aparecida             | Ele mesmo              | Participação especial           | TV Aparecida |
| 2017 | Detetives do Prédio Azul | Ele mesmo              | Episódio: "A Feijoada da Sissi" | Gloob        |
| 2023 | Travessia                | Ele mesmo              | Episódio: "8 de março"          | TV Globo     |
| 2024 | Mania de Você            | Ele mesmo              | Episodio: "18 de dezembro"      | TV Globo     |

### Cinema
| Ano  | Título              | Papel     | Notas                 |
| ---- | ------------------- | --------- | --------------------- |
| 2022 | Uma Pitada de Sorte | Ele mesmo | Participação especial |

## Discografia

### Carreira solo

#### Álbuns
| Ano  | Título                    | Mídia                                | Gravadora | Certificações | Vendas    |
| ---- | ------------------------- | ------------------------------------ | --------- | ------------- | --------- |
| 2021 | Infinito                  | CD, DVD, download digital, streaming | Som Livre |               |           |
| 2020 | Tardezinha no Maraca      | CD, DVD, Blu-Ray                     | Som Livre |               |           |
| 2019 | Vibe                      | CD, DVD, Blu-Ray                     | Som Livre | Platina       | + 80.000  |
| 2018 | AcúsThico                 | EP                                   | Som Livre | —             |           |
| 2018 | Tardezinha 2              | CD                                   | Som Livre | —             |           |
| 2017 | Só Vem!                   | CD                                   | Som Livre | Ouro          | + 40.000  |
| 2017 | Tardezinha                | CD                                   | Som Livre | —             | + 8.000   |
| 2016 | #VamoQVamo                | CD, DVD, Blu-Ray                     | Som Livre | —             | + 12.000  |
| 2015 | Hey, Mundo!               | CD                                   | FVA Music | 2× Platina    | + 200.000 |
| 2014 | Outro Dia, Outra História | CD                                   | Som Livre | Ouro          | + 40.000  |
| 2013 | Mais e Mais               | EP                                   | Som Livre | Ouro          | + 50.000  |
| 2012 | Ousadia & Alegria         | CD, DVD e Blu-Ray                    | Som Livre | Platina       | + 150.000 |

#### DVDs
| Ano  | Título                                 | Mídia                                | Gravadora | Certificações | Vendas    |
| ---- | -------------------------------------- | ------------------------------------ | --------- | ------------- | --------- |
| 2024 | Sorte                                  | CD, DVD, download digital, streaming | Virgin    |               |           |
| 2024 | Tardezinha Pela Vida Inteira (Ao Vivo) | CD, DVD, download digital, streaming | Virgin    |               |           |
| 2022 | Meu Nome é Thiago André                | CD, DVD, download digital, streaming | Virgin    |               |           |
| 2020 | Tardezinha no Maraca                   | CD, DVD, Blu-Ray                     | Som Livre |               |           |
| 2019 | Vibe                                   | CD, DVD, Blu-Ray                     | Som Livre | Ouro          | + 40.000  |
| 2016 | #VamoQVamo                             | CD, DVD, Blu-Ray                     | Som Livre | —             | + 15.000  |
| 2012 | Ousadia & Alegria                      | CD, DVD, Blu-Ray                     | Som Livre | Platina       | + 100.000 |

### Com o Exaltasamba

#### Álbuns
| Ano  | Título                        | Mídia                 | Gravadora                 |
| ---- | ----------------------------- | --------------------- | ------------------------- |
| 2003 | Alegrando a Massa             | CD                    | EMI                       |
| 2005 | Esquema Novo                  | CD                    | EMI                       |
| 2006 | Todos os Sambas ao Vivo       | CD e DVD              | EMI                       |
| 2007 | Livre pra Voar                | CD                    | EMI                       |
| 2007 | Pagode do Exalta ao Vivo      | CD e DVD              | EMI                       |
| 2009 | Ao Vivo na Ilha da Magia      | CD, DVD e Blu-Ray     | EMI                       |
| 2010 | Roda de Samba do Exalta       | CD                    | Som Livre                 |
| 2010 | Exaltasamba – 25 Anos Ao Vivo | LP, CD, DVD e Blu-Ray | Som Livre e Radar Records |
| 2011 | Tá Vendo Aquela Lua           | CD                    | Radar Records             |
| 2012 | Multishow Ao Vivo - Despedida | CD, DVD e Blu-Ray     | Radar Records             |

## Singles
Lançados em carreira solo
| Ano  | Título                                          | Melhor posição | Álbum                     |
| Ano  | Título                                          | BRA            | Álbum                     |
| ---- | ----------------------------------------------- | -------------- | ------------------------- |
| 2011 | "Buquê de Flores"                               | 5              | Ousadia & Alegria         |
| 2012 | "Sou o Cara pra Você"                           | 1              | Ousadia & Alegria         |
| 2012 | "Ainda Bem"                                     | 5              | Ousadia & Alegria         |
| 2012 | "Ousadia & Alegria"                             | 5              | Ousadia & Alegria         |
| 2013 | "Desencana"                                     | 6              | Ousadia & Alegria         |
| 2013 | "As Aparências Enganam"                         | 9              | Mais e Mais               |
| 2013 | "Será Que é Amor"                               | 10             | Mais e Mais               |
| 2014 | "Caraca, Muleke!"                               | 5              | Outro Dia, Outra História |
| 2014 | "Sem Você a Vida é Tão Sem Graça"               | 16             | Outro Dia, Outra História |
| 2015 | "Pra Que Viver Nesse Mundo" (part. Rodriguinho) | 25             | Hey, Mundo!               |
| 2015 | "Hey, Mundo!"                                   | 32             | Hey, Mundo!               |
| 2016 | "VamoQVamo"                                     | 9              | #VamoQVamo                |
| 2016 | "Cancún"                                        | 2              | #VamoQVamo                |
| 2016 | "Fotos Antigas"                                 | 16             | #VamoQVamo                |
| 2017 | "Já Fui de Você"                                | 32             | #VamoQVamo                |
| 2017 | "Energia Surreal"                               | 34             | Só Vem!                   |
| 2017 | "Só Vem!" (part. Ludmilla)                      | 29             | Só Vem!                   |
| 2018 | "Ponto Fraco"                                   | 40             | Só Vem!                   |
| 2018 | "Acredito no Amor"                              | 16             | Apenas Single             |
| 2019 | "Domingando"                                    | 31             | Apenas Single             |
| 2019 | "Deixa Tudo Como Tá"                            | 31             | Vibe                      |
| 2020 | "A Fila Anda"                                   | 21             | Vibe                      |
| 2020 | "Prudente"                                      | 47             | Vibe                      |
| 2020 | "Era Uma Vez"                                   | 13             | Infinito Vol.2            |
| 2022 | "Falta Você"                                    | 20             | Infinito Vol.2            |
| 2022 | "Vencedor"                                      | 22             | Meu Nome é Thiago André   |
| 2023 | "Poderosa"                                      | 43             | Tardezinha in Rio         |

### Singlespromocionais
| Ano  | Título                                      | Posição | Álbum                           |
| Ano  | Título                                      | BRA     | Álbum                           |
| ---- | ------------------------------------------- | ------- | ------------------------------- |
| 2011 | "Mamão com Mel"                             | 65      | Trilha sonora de Aquele Beijo   |
| 2012 | "Amizade é Tudo"                            | 21      | Ousadia & Alegria               |
| 2013 | "O Poder do Pretinho" (part. Ivete Sangalo) | —       | Ousadia & Alegria               |
| 2013 | "Simples Desejo"                            | 12      | Ousadia & Alegria               |
| 2014 | "Força, Raça e Fé" (part. Emicida)          | 31      | Apenas Single                   |
| 2014 | "A Batucada Te Pegou"                       | —       | Outro Dia, Outra História       |
| 2015 | "Vou Voltar Pro Rolé"                       | —       | Hey, Mundo!                     |
| 2015 | "Atire a Primeira Pedra"                    | —       | Trilha sonora de Êta Mundo Bom! |
| 2016 | "Eu Preciso de Você"                        | —       | Apaixonados: O Filme            |
| 2016 | "A Gente é Tudo Isso"                       | —       | #VamoQVamo                      |
| 2018 | "Beleza Rara"                               | —       | Trilha sonora de Segundo Sol    |

### Como artista convidado
| Ano  | Título                                                              | Melhor posição | Álbum                                   |
| Ano  | Título                                                              | BRA            | Álbum                                   |
| ---- | ------------------------------------------------------------------- | -------------- | --------------------------------------- |
| 2011 | "Ainda é Tudo Seu" – Luiza Possi part. (part. Thiaguinho)           | 40             | Seguir Cantando                         |
| 2012 | "Cansei de Duvidar" – Asa de Águia part. (part. Thiaguinho)         | —              | Asa no Trio - Ao Vivo no Carnatal       |
| 2012 | "Tá Rindo de Quê?" – Cupim na Mesa (part. Rodriguinho e Thiaguinho) | 87             | A Balada Continua                       |
| 2012 | "Assim Não Vale" - Tomate (part. Thiaguinho)                        | —              | Atitude (Ao Vivo)                       |
| 2012 | "Que Medo É Esse" – Pablo Portes (part. Thiaguinho)                 | —              | Pablo Portes                            |
| 2012 | "Demais da Conta" – Israel & Rodolffo (part. Thiaguinho)            | —              | Imprevisível                            |
| 2013 | "Lábios Divididos" – Maná (part. Thiaguinho)                        | 29             | Você É Minha Religião: O Melhor de Maná |
| 2013 | "Quer Saber?" – Claudia Leitte (part. Thiaguinho)                   | 50             | Axemusic - Ao Vivo                      |
| 2013 | "Inexpicable" – Maite Perroni (part. Thiaguinho)                    | 31             | Eclipse de Luna                         |
| 2018 | "Saideira" – (Atitude 67 part. Thiaguinho)                          | 51             | Atitude 67 - EP                         |
| 2018 | "Serei Luz" – (Natiruts part. Thiaguinho)                           | 64             | I Love                                  |
| 2018 | "Ela Gosta do Pretinho" – (Lucas & Orelha part. Thiaguinho)         | 83             | Apenas Single                           |
| 2018 | "Fantasias" – (Jorge Vercillo part. Thiaguinho)                     | —              | Apenas Single                           |
| 2019 | "No Fundo dos Meus Olhos" – (Péricles part. Thiaguinho)             | 35             | Pagode do Pericão                       |
| 2021 | "Cansar Você" – (Luísa Sonza part. Thiaguinho)                      | 18             | —                                       |
| 2022 | "Sábado e Domingo" – (Felipe Araújo part. Thiaguinho)               | 14             | —                                       |

### Composições e parcerias
- A gente faz a festa - com Flávio Venutes
- Abandonado - com Pezinho
- Até o sol quis ver - com Claudio Bonfim
- Buquê de flores - com Pezinho
- Céu e fé - com Bruno Cardoso e Luiz H. Damasceno
- Deixa eu te fazer feliz - com Pezinho
- Desencana - com Guilherme Lucindo
- Duas vidas num só ideal - com Pezinho
- Essa não - com Índio e Daniel Miranda
- Estrela
- Eu quero é ser feliz - com Gabriel Barriga
- Eu te conquistei
- Faz falta - com Cláudio Bonfin e Índio
- Fugidinha - com Rodriguinho
- Graça - com Rodriguinho
- Livre Pra Voar - com Rodriguinho
- Muleke conquista - com Gabriel Barriga
- Não tem hora e nem lugar - com Rodriguinho e Matheus Sena
- O grande amor - com Izaías e Péricles
- O poder do pretinho - com Gabriel Barriga
- Palavras de amigo - com Rodriguinho
- Pra mim não é - com Bruno Cardoso e Flávio Venutes
- Sua metade - com Alexandre Pires
- Tá Vendo Aquela Lua - com Pezinho
- Uma história, uma vida - com Rodriguinho
- Vai começar tudo de novo - com Gabriel Barriga e Tiago Mateus
- Vai e chora - com Gabriel Barriga
- Vai, novinha - com Gabriel Barriga, Billy SP e Cleitinho Persona
- Valeu - com Rodriguinho
- Vinhos e lingeries
- Virei a Mesa - com Rodriguinho
- Viver sem Ti
- Aquela Foto

## Prêmios

### Prêmio Multishow de Música Brasileira
| Ano  | Categoria       | Nomeação                    | Resultado |
| ---- | --------------- | --------------------------- | --------- |
| 2012 | Melhor Cantor   | Thiaguinho                  | Venceu    |
| 2013 | Melhor Cantor   | Thiaguinho                  | Indicado  |
| 2013 | Melhor Música   | "Buquê de Flores"           | Venceu    |
| 2014 | Melhor Show     | "Outro dia, Outra História" | Indicado  |
| 2014 | Melhor Cantor   | Thiaguinho                  | Venceu    |
| 2014 | Música Chiclete | "Caraca, Muleke"            | Venceu    |
| 2015 | Melhor Cantor   | Thiaguinho                  | Indicado  |

### Meus Prêmios Nick
| Ano  | Categoria       | Nomeação   | Resultado |
| ---- | --------------- | ---------- | --------- |
| 2012 | Cantor Nacional | Thiaguinho | Indicado  |
| 2013 | Cantor Nacional | Thiaguinho | Indicado  |
| 2014 | Melhor Cantor   | Thiaguinho | Indicado  |
| 2015 | Melhor Cantor   | Thiaguinho | Indicado  |

### Melhores do Ano
| Ano  | Categoria     | Nomeação   | Resultado |
| ---- | ------------- | ---------- | --------- |
| 2013 | Melhor Cantor | Thiaguinho | Indicado  |
| 2014 | Melhor Cantor | Thiaguinho | Indicado  |
| 2015 | Melhor Cantor | Thiaguinho | Indicado  |

### Capricho Awards
| Ano  | Categoria             | Nomeação         | Resultado |
| ---- | --------------------- | ---------------- | --------- |
| 2012 | Cantor Nacional       | Thiaguinho       | Indicado  |
| 2014 | Cantor Nacional       | Thiaguinho       | Indicado  |
| 2014 | Melhor Clipe Nacional | "Caraca, Muleke" | Indicado  |

### Prêmio Quem
| Ano  | Categoria     | Nomeação   | Resultado |
| ---- | ------------- | ---------- | --------- |
| 2013 | Melhor Cantor | Thiaguinho | Venceu    |
| 2014 | Melhor Cantor | Thiaguinho | Indicado  |

### Troféu Internet
| Ano  | Categoria     | Nomeação   | Resultado |
| ---- | ------------- | ---------- | --------- |
| 2014 | Melhor Cantor | Thiaguinho | Indicado  |
| 2015 | Melhor Cantor | Thiaguinho | Indicado  |

## Prêmios e indicações
| Ano  | Prêmio                                    | Categoria                    | Trabalho                    | Resultado |
| ---- | ----------------------------------------- | ---------------------------- | --------------------------- | --------- |
| 2012 | Grammy Latino                             | Melhor Álbum de Samba/Pagode | "Ousadia & Alegria"         | Indicado  |
| 2013 | Retrospectiva UOL, Melhores discos do ano | MPB                          | "Mais e Mais"               | Indicado  |
| 2014 | Troféu Imprensa                           | Melhor Cantor                | Thiaguinho                  | Indicado  |
| 2014 | Festa Nacional da Música                  | Cantor                       | Thiaguinho                  | Venceu    |
| 2014 | Retrospectiva UOL, Melhores discos do ano | POP Nacional                 | "Outro dia, Outra História" | Indicado  |
| 2014 | Prêmio F5                                 | Melhor Cantor                | Thiaguinho                  | Indicado  |
| 2024 | Prêmio Potências                          | Música do Ano                | "Em Busca da Minha Sorte"   | Indicado  |